# ARA Moreno
El ARA Moreno fue un acorazado tipo dreadnought de la marina de guerra de Argentina, gemelo del ARA Rivadavia. Fue construido por el astillero Fore River Shipyard de Quincy, Massachusetts. Fue puesto en gradas en 1910, botado en 1911 y asignado en 1915.
Costó 2.214.000 libras (actualizadas al 12/2019 = U$S 270.000.000) y fue incorporado el 26 de febrero de 1915. 

## Características
Con seis torretas dobles de armamento primario de 12 pulgadas (2 torretas en popa, 2 en proa, y dos en el medio a cada lado, cada una de las cuales podía disparar sobre una apertura de ángulo de 100 grados en el lado opuesto, permitiendo la concentración de doce cañones) y un blindaje superior al de los acorazados de origen británico, superaron por completo a los recientemente adquiridos acorazados brasileños de la clase Minas Gerais, demostrando cuan rápido evolucionaba el diseño naval en aquellos años.
Su diseño (y el del ARA Rivadavia, su gemelo y quien dio nombre a la clase) fue obtenido haciendo competir a fabricantes europeos y estadounidenses para finalmente contratar una opción mixta a un astillero estadounidense en particular.
Al igual que al Rivadavia, entre 1924 y 1925 se transformaron las calderas y se cambió el combustible por petróleo, se remozó la artillería y se instalaron directores de tiro modernos, relojes calculadores, giroscopios, transmisores de azimut, etc.  Se montó un palo trípode detrás de la chimenea de popa, se cambiaron los reflectores, el sistema de carga de los cañones, se retiraron parte de las piezas de 102 mm y se instalan 4 piezas AA de 76 mm. Se modernizó el sistema lanzatorpedos, el timón y transmisiones de eje de hélices.  Se aumentó el desplazamiento en 1000 toneladas.  Con las modificaciones realizadas, se incrementó el alcance de la artillería principal de 12.000 m. a 19.000 m., y se redujo el tiempo de recarga en un 50 %.  Los trabajos se realizaron en Boston, Estados Unidos.

## Historia de servicio
Fue entregado a la tripulación izándose la bandera argentina el 26 de febrero de 1915. Asignado a la 1.ª División.
En 1917 entró en dique seco inaugurando el Dique N.º 2 de la Base Naval Puerto Belgrano (BNPB; sur de la provincia de Buenos Aires). En 1927 llevó al presidente Hipólito Yrigoyen de Mar del Plata a Comodoro Rivadavia y luego de regreso a Bahía Blanca.
Durante la Segunda Guerra Mundial, la marina argentina redujo su actividad manteniendo a sus acorazados mayormente en puerto. Fue escasa la actividad del Moreno. En septiembre de 1939 regresó de una visita a Brasil escoltado por los torpederos T-6 Buenos Aires, T-8 Corrientes, T-11 Misiones y T-12 Santa Cruz.
En 1941 (el 3 de octubre), a 54 mn al noreste de Mar del Plata, el acorazado Moreno colisionó al crucero pesado Almirante Brown luego del accidente en donde el este golpeara violentamente hundiendo al torpedero T-8 Corrientes.
En 1946 el Moreno asistió al traspaso presidencial en Chile con el vicepresidente Alberto Teisaire. En 1948 participó de ejercicios navales; y en 1950 dejó de navegar y pasó a servir de «buque-depósito» en BNPB, manteniendo comando y tripulación. En 1955 la Revolución Libertadora lo utilizó como prisión de los militares peronistas. Fue radiado el 8 de octubre de 1956. Vendido a un particular, fue remolcado a Japón donde fue desguazado.